# Xanthorhoe annotinaria
Xanthorhoe annotinaria är en fjärilsart som beskrevs av Louis Beethoven Prout 1937. Xanthorhoe annotinaria ingår i släktet Xanthorhoe och familjen mätare. Inga underarter finns listade i Catalogue of Life.